# آندریاس گروبر (بازیکن فوتبال)
آندریاس گروبر (انگلیسی: Andreas Gruber؛ زادهٔ ۲۹ ژوئن ۱۹۹۵) بازیکن فوتبال اهل اتریش است.
از باشگاه‌هایی که در آن بازی کرده‌است می‌توان به باشگاه فوتبال اشتورم گراتس اشاره کرد.
وی همچنین در تیم ملی فوتبال زیر ۲۱ سال اتریش بازی کرده‌است.